# Arogance

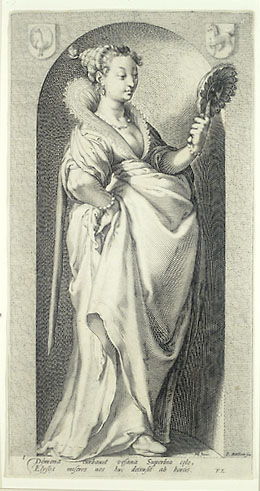
Alegorie „Pride“ (Pýcha), z cyklu Seven Deadly Sins (Sedm smrtelných hříchů), autor Jacob Matham (asi 1592 nebo 1593).

Arogance (franc. arrogance) je povahová vlastnost lidí, kteří dávají najevo nadměrně silné ego, nadměrné sebevědomí. Projevuje se jako naduté, domýšlivé, pyšné či pohrdavé vystupování vůči druhým lidem.

## Psychologie a etika
Francouzské arrogance je odvozeno z lat. arrogantia, od ad-rogans, ten, kdo si svévolně osobuje a přisvojuje postavení, práva či nároky. Na rozdíl od pýchy, která je o své nadřazenosti upřímně přesvědčena, arogance charakterizuje vnější chování a vystupování osoby, která si nárokuje a osobuje víc, než jí přísluší, ač si toho zpravidla je víceméně vědoma. K aroganci patří také pohrdavé, nezdvořilé až hrubé vystupování vůči druhým. Hranice mezi pýchou a arogancí však není ostrá, arogance může být jedním z vnějších projevů pýchy. Arogance však i často zakrývá vnitřní pocit méněcennosti, jejž si dotyčný kompenzuje namyšleným vystupováním navenek:[zdroj?]
| „                    | Nejvíc arogantní vůči ženám jsou muži, kteří pochybují o své mužnosti. | “ |
| — Simone de Beauvoir |                                                                        |   |

I když termín primárně charakterizuje vlastnost jednotlivce, často se užívá i v souvislosti s institucemi a úřady — obecně se hovoří o tzv. „aroganci moci“. Nositelé moci někdy vystupují, jako kdyby nemuseli nic vysvětlovat a o nic žádat, a to i když třeba sami arogantní nejsou, protože to — přinejmenším podle jejich náhledu na věc — vyžaduje splnění úkolu jim svěřeného v dané funkci. Na druhou stranu arogantní jedinci o takovéto mocenské pozice nezřídka cíleně usilují. Hartl–Hartlová zmiňují v této souvislosti „syndrom kachního peří“ (duck feather syndrome), což označuje jednání lidí, po nichž každá kritika steče jako voda, tzn. vůbec se jich nedotkne; v souvislosti s únikem interní diplomatické korespondence na veřejnost přes portál WikiLeaks v listopadu 2010 se v tomto smyslu rozšířil také výraz „teflon“.

## Arogance v řecké mytologii
Českému přísloví „pýcha předchází pád“ odpovídala ve starém Řecku trojice koros – hybris – até, kterou lze přeložit jako arogance – pýcha – zkáza. Staří Řekové byli přesvědčeni, že každé neštěstí, jež člověka potká, je důsledek arogance a pýchy, kterou třeba i nevědomky urazil nějaké božstvo. Souvislost mezi arogancí a následujícím neštěstím často ukazují homérské básně, například na aroganci Achillově nebo Odysseově, ale právě tak i na aroganci nápadníků, kteří se ucházeli o jeho ženu Penelopé a které v závěru krutě potrestal sám Odysseus.
| „                       | Pýcha předchází pád, a domýšlivost klopýtnutí. | “ |
| — Bible, Přísloví 16,18 |                                                |   |